# Тукалівка
Тукалівка (біл. вёска Тукалаўка) —  село в складі Логойського району Мінської області, Білорусь. Село підпорядковане Білоруцькій сільській раді, розташоване в північній частині області.